# Louis Glineur
Louis Edouard Albert Glineur, född 10 december 1849, död 1919, var en belgisk bågskytt. 
Glineur deltog vid olympiska sommarspelen 1900, där han tog ett brons.